# 카미야 히로시
카미야 히로시(일본어: 神谷 浩史, 1975년 1월 28일 (음력 1974년 12월 17일) ~ )는 일본의 성우이다. 지바현에서 태어나 이바라키현 우지시에서 성장했다. 아오니 학원 제14기생 출신이다. 아오니 프로덕션 소속이다.

## 이력
- 어릴적이 꿈이 건담을 타는 것이라고 말할 정도로 건담을 좋아하여 SD건담 포스에서 캡틴 건담 역을 맡은 걸 기쁘게 생각한다. 결국 2006년에 기동전사 건담 SEED C.E.73 -STARGAZER-에서 샤무스 역을 맡았으나, 교통사고 탓에 연기하지 못하게 된다. 이를 보상하듯 2007년에는 기동전사 건담00에서 티에리아 아데 역을 맡게 된다.

- 샤무스 역을 대신 연기한 이는 미야노 마모루로 그 역시 기동전사 건담 00에서 세츠나 F 세이에이 역을 맡게 되어, 카미야 본인은 신기한 인연이라며 몇번 거론했다.

- 주로 나레이션 부문의 연기를 맡아오다가 '디지몬 프론티어'등의 작품을 연기하며 점차 애니메이션 부문의 일도 하게 되었다. 결정적으로 인지도가 오른 것은 허니와 클로버의 다케모토 유타 역.

- 2006년 8월 7일 교통사고로 입원, 한 달 정도 의식을 잃는 중태에 빠졌다. 오토바이를 타고가다가 트럭과 부딪힌 사고로 일시적으로 심장이 멈추고, 친족들은 의사로부터 치료가 불가능한 상태이니 마음의 준비를 들었을 정도였다. 기적적으로 의식이 돌아온 후에도 의사는 반 년 정도는 입원해야 한다고 진단했으나 경이적인 회복력을 보여 두 달 만에 퇴원, 재활훈련을 거쳐 성우계에 복귀했다.

- 사고 이틀 후 성우 스즈오키 히로타카가 돌연 명을 달리해 성우팬들 사이에서는 악몽의 8월로 불렸다.

- 입원 당시 허니와 클로버의 녹음은 2기 마지막 화만을 남겨두고 있었기 때문에, 노지마 켄지가 대신해서 다케모토 역을 연기했다. DVD에서는 카미야 히로시 버전이 함께 수록되었다.

- 2008년 7월 18일~19일간 제이드보이스가 주최한 성우 이벤트에 초대받아 미도리카와 히카루와 함께 대한민국을 방문, 이벤트를 개최했다. 이 이벤트의 안내문에서 주최측이 카미야 히로시를 가리켜 '아시아 No.1 성우'라고 소개한 것이 일본측에 알려져서 그가 진행하는 라디오 안녕, 절망방송이나 만화 안녕, 절망선생에서 개그의 소재로 쓰이기도 했다.

- 2008년 제2회 성우 어워드에서 조연 남우상을 수상했다.

- 2009년 제3회 성우 어워드에서 베스트 퍼스널리티상(라디오 진행자에게 수상) 및 주연 남우상을 수상했다.

- 고양이를 좋아해서 잡지 등에서 프로필면에는 '취미 : 고양이 건드리기'라고 쓰는때가 많다. 실제로 '냥코센세'라고 이름을 붙인 고양이 (러시안 블루)의 주인이기도 하다. 고양이를 기르고 있으나 본가에서는 개를 기르기 때문에 고양이에 한하지 않고 동물 대부분을 좋아하는 듯 하다

- "목소리가 똑같다"라는 동생이 있는 것이 여러 라디오 방송에서 이야기 되고 있다.

- 라디오 「카미야 히로시의 올나이트 닛폰 R」 방송(2010. 04. 16 방송)에서의 '카미야 히로시는 정말로 아시아 No.1 성우인가?'라는 코너에서 한국 길거리 조사 중 한 한국 여성이 "스와베 쥰이치가 더 좋다."라는 발언으로 인해 성우 스와베 쥰이치에게 밀려 아시아 No.2 성우가 되었다는 우스갯소리도 있다.

- 2012년 제6회 성우 어워드에서 최다 득표상(상의 종류에 관계없이 투표에서 최다 득표)을 수상했다.

## 출연작
※굵은 글씨는 주역·주요 캐릭터

### TV 애니메이션
1994년
- 푸른 전설의 슛(아라야 타쿠미)
- 쯔요시 정신차려(아베크 남자)
- 마멀레이드 보이(남학생3)

1995년
- 키테레츠 대백과(스탭 , 회사원)
- 캡틴 츠바사 J(우라베 켄지(청년), 조로)
- 치비 마루코짱(타케다 히로시(히로시 군))

1996년
- 키테레츠 대백과(보이, 노노카 아키히코)
- 슬레이어즈NEXT(남자)
- 드래곤볼 GT(포벨, 론게)

1997년
- 초마신영웅전 와타루(아탈)

1998년
- 안드로이드 MAICO 2010(윤파)
- DT 에이트론(료)
- 트라이건(저지 더 비스트)
- 마술사 오펜(학생)
- 유☆희☆왕(임원)

1999년
- 콜렉터 유이(후지 타카시)
- 자폭군(카이)
- 마스터 키튼(후나세 마코토케)
- ONE PIECE(해적1)

2001년
- 오프사이드(히비노 카츠히코)
- 초 GALS! 고토부키 란(오토하타 레이)
- 지구방위가족(야시로 아츠시)
- NOIR(드미니크스)
- 폭전 슈트 베이 블레이드(블러드)

2002년
- 아따신지(타카다(닛타의 남자친구))
- 카논(쿠제)
- 디지몬 프론티어(미나모토 코우지/볼프몬/가름몬/베오울프몬/마그나 카루루몬)
- 베이베이 할머니(진구지 히데키)
- 불꽃의 미라쥬(다테 코지로)

2003년
- 울트라 매니악(카지 테츠시)
- L/R -Licensed by Royal-(브라이언)
- 금색의 갓슈벨!!(쿠보즈카 에이타)
- 그린그린(홋타 켄이치(총장))
- 폭전슛 베이 블레이드 G 레볼루션(가란드)
- 무한전기 포트리스(로제 캐리)
- 포켓몬스터 어드밴스 제너레이션(히로미)
- 소닉X(S팀 멤버)
- ONE PIECE(에디)

2004년
- 아가사 크리스티의 명탐정 포와로와 마플(존)
- SD건담포스(캡틴 건담)
- GANTZ(효죠 마사노부)
- 지구로。〜Diamond Dust Drops〜（카미야 류미)
- 모래돌이(카와즈 마코토)
- 월영 -MOON PHASE-(모리오카 코헤이)
- 방가방가 햄토리(토시오)
- BURN-UP SCRAMBLE(멋진 사람)
- 불새(고분 천황)
- 보보보-보 보-보보(주유소 점원 , 파지케 점쟁이 , 야자의 열매맨 외)
- 몽키턴(오키타 류이치로)
- 링에 걸어라 1(카와이 타케시)
- 록맨 에그제Stream（나르시 히데)
- 제멋대로☆요정 미루모로 퐁(키류 타카이)

2005년
- 우에키의 법칙(마리오)
- 건퍼레이드 오케스트라(이와사키 나카토시)
- Canvas2~무지개 빛의 스케치~(호센 쇼고)
- CLUSTER EDGE(로도 크로사이트)
- 막나가는 동물(페가노스케)
- 츠바사 크로니클(로드 크로세이드)
- 허니와 클로버 (타케모토 유타)
- 파니포니대쉬(이누가미 츠루기, 네코가미, 마스터)
- B-전설! 배틀 비다맨 염혼(키바)
- 플레이볼(아이키)
- ONE PIECE(점장)

2006년
- Ergo Proxy(연구원)
- 학원 헤븐 BOY'S LOVE HYPER!(사이온지 카오루)
- 케로로 중사(오로 커닌건)
- 제가페인(하야세)
- 허니와 클로버II(타케모토 유타)
- 폭구Hit! 크래쉬 비드맨(카미오카 테루마)
- Fate/stay night(마토우 신지)
- 프린세스 프린세스(아리사다 슈야)
- 록맨 에그제BEAST(키류 타카이)

2007년
- 엘 카자드（오가마1）
- 기신대전 기간틱 포뮬러(오구로 마히토)
- 기동전사 건담00 (티에리아 아데)
- 은하철도 이야기 ~영원으로의 분기점~(클라우스)
- 은혼 (502호)
- CODE-E(아돌 브린베르케)
- 안녕, 절망선생 (이토시키 노조무,절망선생,쿠메타 코지)
- 시온의 왕 (코바야시)
- 신곡주계 폴리포니카(타타라 폴론)
- 디지몬 세이버즈(크레니암 몬)
- 델토라 퀘스트(오거스)
- 노다메 칸타빌레(키무라 토모히토)
- 히다마리 스케치(쵸코산)
- MOONLIGHT MILE 2nd시즌 -Touch down-(마이크)
- ONE PIECE (선장)

2008년
- 기동전사 건담00 세컨드 시즌 (티에리아 아데)
- 【속・】안녕, 절망선생(이토시키 노조무,절망선생,쿠메타 코지, (이하 제 6화 후반(C파트)) ,후지요시 하루미 , 토키타 외)
- TYTANIA -타이타니아-(루이 에드몽 파제스)
- 나츠메 우인장 (나츠메 타카시)
- 백작과 요정 (홀 퍼맨)
- 히다마리 스케치 365(쵸코산)
- 마크로스F (미하엘 브란)
- 모노크롬 팩터 (아사무라 켄고)

2009년
- 케로로 중사(00성인)
- 코바토(도모토 타카시)
- 신곡주계 폴리포니카 크림슨S (타타라 폴론)
- 속 나츠메 우인장 (나츠메 타카시)
- 【참・】안녕, 절망선생(이토시키 노조무,절망선생)
- 바케모노가타리 (아라라기 코요미)
- ONE PIECE (트라팔가 로)

2010년
- 아라카와 언더 더 브릿지(이치노미야 코우(리쿠))
- 배신자는 내 이름을 알고 있다 (쿠로토)
- Angel Beats!（오토나시 유즈루）
- 듀라라라!! (오리하라 이자야)
- 링에 걸어라1 그림자편(카와이 타케시)
- WORKING!! (소마 히로오미)
- 아라카와 언더 더 브릿지X브릿지 (이치노미야 코우(리쿠))
- 페이트/스테이 나이트 극장판 Unlimited Blade Works(마토우 신지)

2011년
- 드래곤 크라이시스! (오닉스)
- 프랙탈 (코린)
- 세계 제일의 첫사랑 (야나세 유우)
- 청의 엑소시스트 (메피스토 펠레스)
- 부르잖아요 아자젤씨 (벨제부브)
- 나츠메 우인장 삼 (나츠메 타카시)
- WORKING'!! (소마 히로오미)

2012년
- 니세모노가타리 (아라라기 코요미)
- 나츠메 우인장 사 (나츠메 타카시)
- 기동전사 건담 AGE (제하트 가렛)
- BRAVE10 (운노 로쿠로)
- 백곰 카페 (펭귄씨)
- 파이브레인-신의 퍼즐 2기 (프리셀)
- 샤이닝 하츠 ~ 행복의 빵 ~ (릭, 앨빈)
- 쿠로코의 농구 (아카시 세이쥬로)
- 네코모노가타리 (아라라기 코요미)

2013년
- 팔견전 ~ 동방팔견이문 ~ (사토미 리오)
- 진격의 거인 1기 (리바이)
- 데빌 서바이버2 (쿠제 히비키)
- 모노가타리 세컨드 시즌 (아라라기 코요미)
- 카니발 (가레키)
- 마계왕자 Devils and Realist (미카엘)
- 팔견전 -동방팔견이문- 2기 (사토미 리오)
- 브라더스 컨플릭트 (쥬리)
- 쿠로코의 농구 2기 (아카시 세이쥬로)
- 부르잖아요 아자젤씨 Z (벨제부브)
- 마오유우 마왕용사 (청년상인)
- 파이브레인-신의 퍼즐 3기 (프리셀)

2014년
- 노라가미 (야토)
- 하마토라 (아트)
- 우서의 하루살이 각성편 (다스우서)
- 다이아몬드 A (사나다 슌페이)
- 신들의 장난 (발데르)
- 하나모노가타리 (아라라기 코요미)
- 캡틴 어스
- Fate/stay night Unlimited Blade Works TVA(마토우 신지)
- 하이큐 (타케다 잇테츠)

2015년
- 미남고교 지구방위부 Love! (쿠사츠 킨시로)
- 쿠로코의 농구 3기 (아카시 세이쥬로)
- 베이비 스텝 2기 (알렉스 오브라이언)
- 오소마츠상 (마츠노 쵸로마츠)
- 듀라라라!! (오리하라 이자야)
- 노라가미 aragoto (야토)
- 진격! 거인 중학교 (리바이)
- 감옥학원 (키요시 (후지노 키요시))
- 전파교사 (카가미 준이치로)
- 하이큐!! 세컨드 시즌 (타케다 잇테츠)

2016년
- 사이키 쿠스오의 재난 (사이키 쿠스오)
- 문호 스트레이독스 (에도가와 란포)
- 하이큐!! 카라스노 고교 VS 시라토리자와 학원고교 (타케다 잇테츠)
- 크레용 신짱 (부리부리자에몽 (2대))
- SERVAMP-서뱀프- (카미야 츠루기)
- 사립라이욘학원 (시텐노지 라이토)[1]
- 나츠메 우인장 오 (나츠메 타카시)
- 배를 엮다 (니시오카 마사시)
- 미남고교 지구방위부 Love!Love! (쿠사츠 킨시로)

2017년
- 편의점 남자친구 (아스미 나츠)
- 엘드라이브【elDLIVE】(베가 빅터)
- 18if (카미나가 아키토)
- 고래의 아이들은 모래 위에서 노래한다 (슈안 / 단장)
- 언제나 우리의 사랑은 10cm였다. (세토구치 유우)

2018년
- 데빌즈 라인 (마키무라 타케시)
- 사이키 쿠스오의 재난 2기 (사이키 쿠스오)
- 무효와 로지의 마법률상담사무소 (2018년 - 2020년, 마도카 소라츠구) - 2시리즈
- 페이트 엑스트라 라스트 앙코르 (마토 신지)

2019년
- 게게게의 키타로 6기 (이스루기 레이)
- 캐롤 & 튜즈데이 (타오)
- 꼭두각시 서커스 (큐피디아)
- 다이아몬드 에이스 (사나다 슌페이)
- 문호 스트레이 독스 (에도가와 란포)

2020년
- 무효와 로지의 마법률상담사무소 2기 (마도카 소라츠쿠)
- 진격의 거인 파이널 1쿨 (리바이)
- 체조 사무라이 (류 류쇼우)

2021년
- 스케이트 리딩☆스타즈(시노자키 레오)
- 문호 스트레이 독스(에도가와 란포)
- 바쿠텐!!(와타리 코타로)
- SSSS.DYNAZENON(쥬우가)
- 후르츠 바스켓(신)
- 포켓몬스터 W(츠루기)
- 우라미치 오빠(오모타 우라미치)
- KICK&SLIDE(반파)
- 디지몬 어드벤처:(스트라비몬)
- 사신 도련님과 검은 메이드(2021년 - 2023년, 자인) - 3시리즈
- 보노보노(롯시)
- 사쿠간(DJ K)
- 테슬라 노트(올리버 손턴)

2022년
- 시끌별 녀석들 (2022) (모로보시 아타루)
- 보스 따님과 돌보미 (마시로 유리)
- 블루 록 (에고 진파치)

2023년
- MF고스트 (미하엘 베켄바우어)

### OVA
2005년
- 이리야의 하늘, UFO의 여름 (스이센지 쿠니히로)

2006년
- 기동전사 건담 SEED C.E.73 -STARGAZER- (샤무스 코자)

2010년
- 브레이크 블레이드(Broken Blade) (제스)

2014년
- 진격의 거인 후회없는 선택 (리바이)

### 극장판 애니메이션
2002년
- 극장판 디지몬 프론티어 고대 디지몬 부활 (미나모토 코우지)

2008년
- 극장판 블리치 3기 Fade to Black (시즈쿠)

2009년
- 마크로스 프론티어 극장판 : 거짓의 가희 (미하엘 브란)

2010년
- 기동전사 건담 00 극장판 : A Wakening of the Trailblazer (티에리아 아데)
- 극장판 브레이크 블레이드 1, 2, 3, 4, (제스)
- 극장판 이나즈마 일레븐 최강군단 오우거의 습격 (버덥 스리드)
- 극장판 Fate/stay night : 무한의 검제 (마토 신지)

2011년
- 마크로스 프론티어 극장판 : 작별의 날개 (미하엘 브란)
- 극장판 브레이크 블레이드 5, 6 (제스)
- 영원의 쿠온(토와노 쿠온) (애니메이션 영화) (제 1, 2, 3, 4, 5, 6장 - 쿠온)
- 할아버지의 램프 (단편 애니메이션 영화) (미노스케(청년기))
- Xi Avant (단편 오리지널 애니메이션 영화) (타카무라 카오루)

2012년
- 마크로스 FB7 내 노래를 들어라! (미하엘 브란)
- 복 철포소녀의 포물장 (마쿠와리)
- 극장판 청의 엑소시스트 (메피스토 펠레스)
- BLOOD-C The Last Dark (모가리 쿠로토)

2013년
- 바카우맛! B급 구루메 서바이벌!! (트루플)
- 후세: 말하지 못한 내 사랑 (미쿠와리)

2014년
- 극장판 낙원추방 Expelled from Paradise (프런티어 세터)
- 극장판 진격의 거인 전편 홍련의 화살 (리바이)
- 극장판 미니하마 (아트)
- Fw: 하마토라 (아트)

2015년
- 극장판 진격의 거인 후편 자유의 날개 (리바이)
- 극장판 PSYCHO-PASS (니콜라스 웡)
- 하이큐!! 끝과 시작 (타케다 잇테츠)

2016년
- 동급생 (쿠사카베 히카루
- 예전부터 계속 좋아했어 ~고백실행위원회~ (세토구치 유우)
- 좋아하게 되는 그 순간을 ~고백실행위원회~ (세토구치 유우)
- 키즈모노가타리 철혈편, 열혈편 (아라라기 코요미)

2017년
- 키즈모노가타리 냉혈편 (아라라기 코요미)
- 밤은 짧아 걸어 아가씨야 (사무국장)
- 우주전함 야마토 2202: 사랑의 전사들 (클라우스 키만)
- 극장판 쿠로코의 농구 라스트 게임 (아카시 세이주로)
- 극장판 페이트 스테이 나이트 헤븐즈 필 제1장 프레시지 플라워 (마토 신지)
- Fate/kaleid liner 프리즈마☆이리야: 설하의 맹세 - 마토 신지)

2018년
- 나츠메 우인장: 세상과 연을 맺다 (나츠메 타카시)
- 문호 스트레이독스 DEAD APPLE (에도가와 란포)
- 극장판 진격의 거인 2기: 각성의 포효 (리바이)
- 극장판 K Seven Stories Episode3 SIDE:BLUE ~천랑처럼~ (하바리 진)
- 속 오와리모노가타리 (아라라기 코요미)

2019년
- 극장판 페이트 스테이 나이트 헤븐즈 필 제2장 로스트 버터플라이 (마토 신지)
- 극장판 오소마츠 6쌍둥이 - 마츠노 쵸로마츠)
- 은하영웅전설 Die Neue These 2부 [성난] (앤드류 포크)

2020년
- 극장판 짱구는 못말려: 격돌! 낙서왕국과 얼추 네 명의 용사들 (부리부리자에몽)
- 진격의 거인 ~CHRONICLE~ - 리바이)

2021년
- 나츠메 우인장: 이시오코시와 수상한 방문객 (나츠메 타카시)
- 극장편집판 카쿠시고토 (고토 카쿠시)
- 사이다처럼 말이 톡톡 솟아올라 (고이치)

2022년
- 극장판 원피스 필름 레드 (트라팔가 D. 워텔 로)
- 드래곤볼 슈퍼: 슈퍼 히어로  (감마 1호)
- 영화 백 텀블링!!  (와타리 코타로)

2023년
- 명탐정 코난: 흑철의 어영 (에도)

2024년
- 극장판 하이큐!! 쓰레기장의 결전 (타케다 잇테츠)
- 진격의 거인 더 라스트 어택 (리바이)

### 게임
1997년
- 두근두근 프리티 리그 (나레이터)
- 랑그릿사IV (마크렌)

1998년
- 트윈비 RPG (마스타드)
- 랑그릿사V ~The End of Legend~ (마크렌)

2000년
- 제네레이션 오브 카오스NEXT (리파이어)
- 센티멘탈 그래피티2 (키무라 료스케)
- Kanon (쿠제)

2001년
- 파이널 판타지X (갓타)

2002년
- 제네레이션 오브 카오스NEXT (리파이어)
- 그것은 흩날리는 벚꽃처럼 (마키시마 무기베) : 아니야 히로키(阿仁谷浩樹) 명의

2003년
- 비너스&브레이브즈 ~마녀와 여신과 멸망의 예언~ (디)
- 백힐초화 -EPISODE OF THE CLOVER- (쿠라미 코우타)
- 캐슬 바니아 (요아힘 알무스터)

2004년
- 제노사가 에피소드II[선악의 피안] (카난)
- 학원 헤븐 BOY'S LOVE SCRAMBLE! Type B (사이온지 카오루)
- 모두의 GOLF 포터블 (신)
- 결전III (아자이 나가마사, 미요시 나가야스)

2005년
- 학원 헤븐 한 그릇 더! (사이온지 카오루)

2006년
- 건퍼레이드 오케스트라 백의 장 ~아오모리 펭귄 전설~ (岩崎仲俊)
- 전국무쌍2 (아자이 나가마사)
- 제노사가I·II (카난)
- .hack//G.U. Vol.1 재탄 (토너먼트 사회자)
- 발키리 프로파일2 실메리아 (클러드, 제논, 셀비아, 다레스, 마사토, 로란드)
- 제노사가 에피소드III[차라투스트라는 이렇게 말했다.] (카난)
- 전국무쌍2 Empires (아자이 나가마사)

2007년
- 무쌍OROCHI (아자이 나가마사)
- Fate/stay night [Realta Nua] (마토 신지)
- Panic Palette (시라하라 히로야)
- 기동전사 건담 MS전선 0079 (알란 아일워드)
- 전국무쌍2 맹장전 (아자이 나가마사)
- DEAR My SUN!! ~아들★육성★광소곡 (키라 마사노부)
- 스타오션1 First Departure (라티의 아버지)

2008년
- 토가이누의 피 True Blood (유키히토)
- 용과 같이 켄잔! (宝蔵院胤舜)
- 무쌍OROCHI 마왕재림 (아자이 나가마사)
- StreetGears (루키)
- Panic Palette Portable (시라하라 히로야)
- 기동전사 건담 vs 건담 (티에리아 아데, PSP용 게임)
- 기동전사 건담OO (티에리아 아데, DS용 게임)
- 기동전사 건담OO 건담 마이스터즈 (티에리아 아데, PSP용 게임)

2009년
- 기동전사 건담 vs 건담 NextPlus (티에리아 아데, PSP용 게임)

2010년
- Dear Girl ~Stories~ 히비키 히비키특훈대작전! DS (히로C)
- Starry☆Sky ~in summer~ (미야지 류노스케)
- 이나즈마 일레븐 3:세계로의도전! - 디 오우거 (바닷프 스리드)
- 라스트랭커 (지그)

2012년
- PSP "BROTHERS CONFLICT Passion Pink"

2013년
- 확산성 밀리언아서 (란슬롯)
- 죠죠의 기묘한 모험 All Star Battle (키시베 로한)
- 진여신전생IV (요나단)

2014년
- 하이큐!! 연결해! 정상의 경치!! (타케다 잇테츠)

2015년
- 죠죠의 기묘한 모험 Eyes Of Heaven (키시베 로한)

2023년
- 원신 (느비예트)

### 드라마 CD
- 그 건너편의 저편
- 나츠메 우인장(나츠메 타카시)
- 두근두근 메모리얼2 (와타세 코이치(주인공))
- 백작과 요정 (홀 퍼맨)
- 오빠와 나 (미야시타 타카시)
- 카논 시리즈 (쿠제)
- 햐쿠모노가타리(아라라기 코요미)
- 말의 꽃(言ノ葉ノ花) (요무라 카즈아키)

### 라디오
- 카미야 히로시·오노 다이스케의 DearGirl~Stories~ (2007년 4월 - ) - 퍼스날리티:카미야 히로시, 오노 다이스케를 비롯해 (주로)게스트로 속칭 'DG5'의 스기타 토모카즈, 나카무라 유이치, 야스모토 히로키 와 쿠스노키 타이텐(후쿠다 다이스케) 가 출연.

08년도부터 라디오 오사카(OBC)에서 일요일 저녁에 방송중.
- 안녕 절망방송 (2007년 8월 20일 ~ 2011.08.31 ) - 신타니 료코와 공동 진행하는 인터넷 라디오.
- 라디오 마크로스F○※△ (2008년 4월 7일 ~ 2011.04.01 ) - 나카무라 유이치, 나카지마 메구미와 공동진행. 분카방송, 마이니치방송, 인터넷 라디오로도 방송.
- 오샤베리얏데마스 목요일(2005년 5월 12일 ~) - 퍼스널리티 : 나카하라 마이, 마츠키 미유, 신타니 료코 에 게스트로 나오다가, 퍼스널로 자리잡았다.

후에 목->수요일로 방영일(영상 라디오이다.)을 옮겼다.
- (개인의 생각이 99%함유.) 양그(오노사카 마사야)의 폭언이 포인트라면 포인트. 07년도의 마지막 방송(12.27)에서 번뇌를 해결하는 코너가 있었다.

히로시의 번뇌는 뻔한것. 여자성우 여자성우 그리고 여자성우였다.
번뇌 해결하라고 독촉하자 양그에게서 '오토바이 타고가다가 트럭에 치여 날아가버려'란 폭언도 들었다.
- 미유의 울음을 가슴으로 넘겼다.

07.01.11의 방송을 대충 설명하자면 이렇다.
카미야 히로시가 한 퍼스널의 대타로 계속 게스트로 나오게 되자
퍼스널 제안을 받는데, 그러다가
```
히로시 "(퍼스널)꼭 보고말거야"                        양그 "대타니까 절대 만날수 없어"
히로시 "(옆의 미유를 보면서)그럼 니가 빠지면 되겠네"  양그 "그런말 하면 안돼 얘 울어" "그 부분 건드리면 안 되는 부분이야"
```

그러자 미유의 표정이 순식간에 변했다.
```
미유   "...괜찮아요"                                히로시 "미유, 미안"
히로시 "너 
가슴
 크니까 괜찮아"                       미유 "정말요?"
히로시 "굉장해 
가슴
되게 커, 
가슴
 굉장하네"             미유 "그럼, 괜찮아요"
히로시 "계속 보고싶어지네, 니 
가슴
은"                 양그 "괜찮다니, 너 이상해.."
히로시 "왠지 매니저의 표정이 씁쓸한데요w"
```

- 토에이 공인! 스즈무라 켄이치, 카미야 히로시의 가면 라디레인저!

### 극장판 애니메이션
2016년
- 키즈모노가타리 II 열혈편 (아라라기 코요미)
- 예전부터 계속 좋아했어: 고백실행위원회 (세토구치 유

2017년
- 키즈모노가타리 III 냉혈편 (아라라기 코요미)
- 밤은 짧아 걸어 아가씨야 (사무국장)
- 극장판 쿠로코의 농구 라스트 게임 (아카시 세이쥬로)
- 오소마츠상 : 봄의 전국 대선발 상영제 (마츠노 초로마츠)

2018년
- 극장판 나츠메 우인장 ~세상과 연을 맺다~ (나츠메 타카시)
- K Seven Seories Episode 2 SIDE:BLUE (하바리 진)
- 문호 스트레이독스 ~데드애플~ (에도가와 란포)
- 진격의 거인: 각성의 포효 (리바이)

2019년
- 페이트/스테이 나이트 헤븐즈필 제2장 로스트 버터플라이(마토 신지)
- 극장판 오소마츠 6쌍둥이 (마츠노 쵸로마츠)

2020년
- 사이다처럼 말이 톡톡 솟아올라(고이치)

2024년
- 극장판 하이큐!! 쓰레기장의 결전(타케다 잇테츠)